# Xelim somalilandês
O xelim somalilandês (em somali:  Soomaaliland shilin) é a moeda oficial da Somalilândia, uma república autoproclamada internacionalmente reconhecida como uma região autônoma da Somália. Várias outras moedas também são chamadas de xelim.